# Государственный музей Лихтенштейна

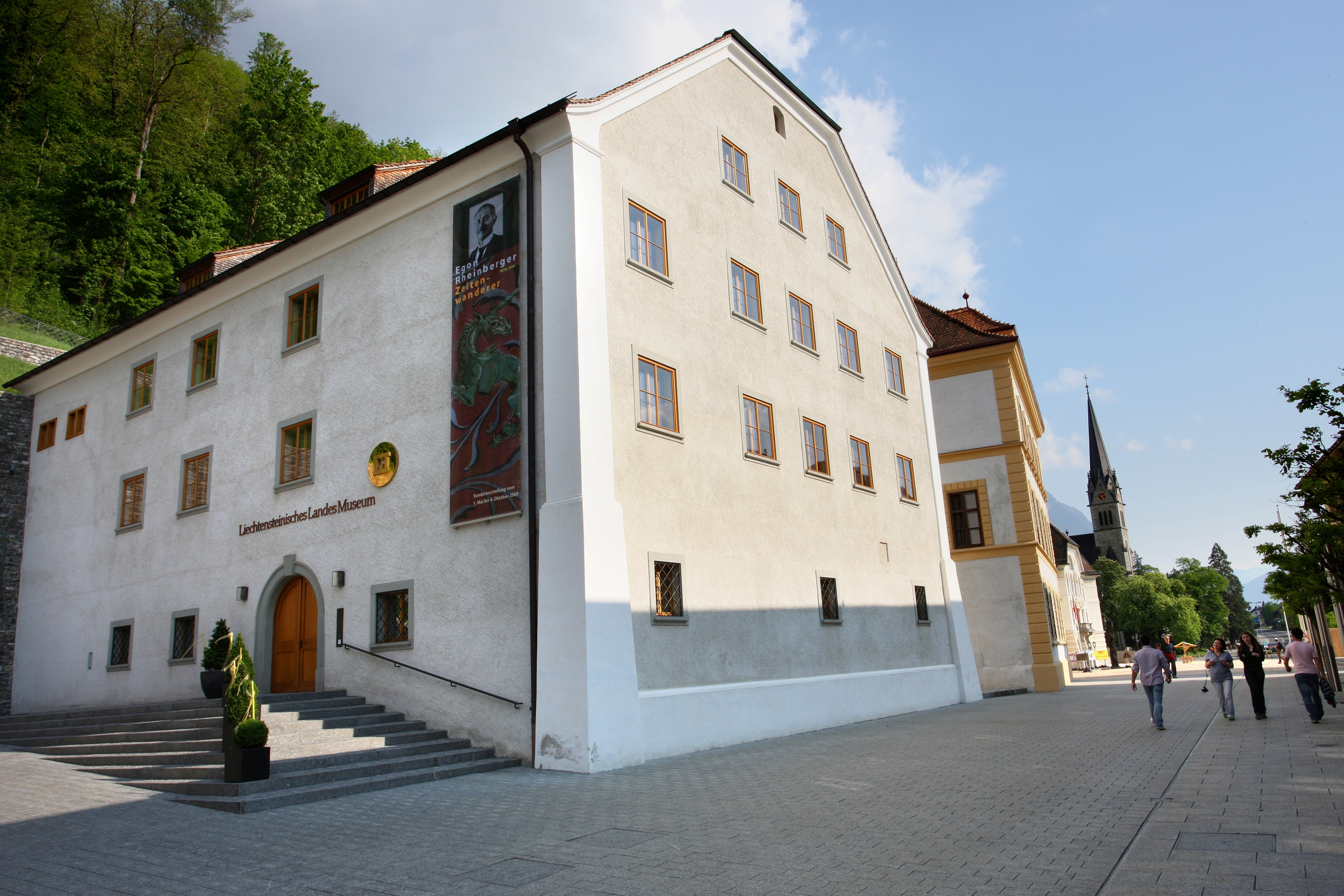
Государственный музей Лихтенштейна в Вадуце

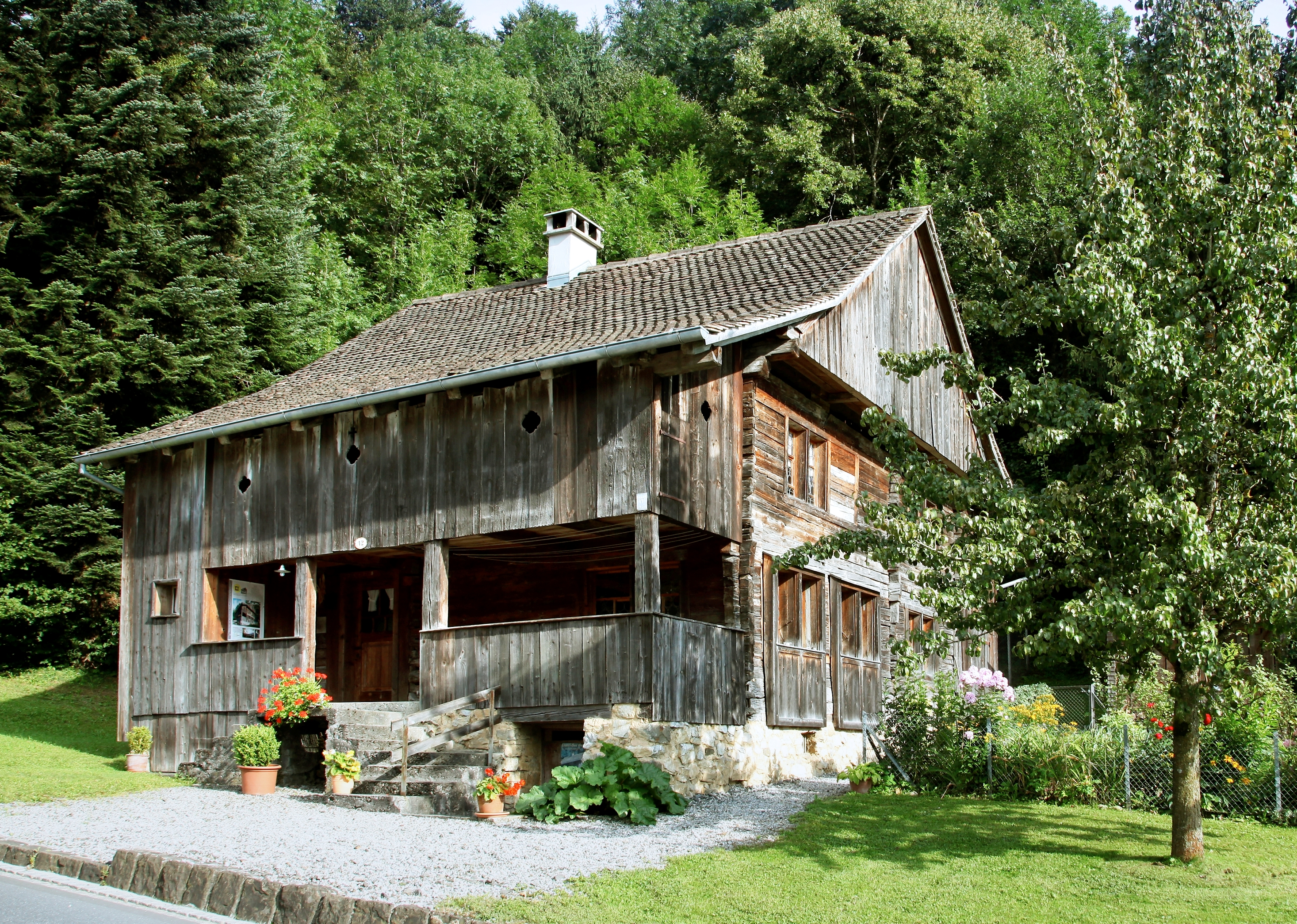
Филиал музея в Шелленберге

Государственный музей Лихтенштейна (нем. Liechtensteinisches Landesmuseum) — музей в Вадуце, столице Лихтенштейна, экспозиция которого посвящена истории, географии и биосфере этого государства. В Вадуце в музейный комплекс входят два старинных здания и новый корпус. Музею также принадлежит традиционный деревянный альпийский дом в коммуне Шелленберг. К Государственному музею Лихтенштейна также организационно относится Музей почты Лихтенштейна.

## История
Создание музея, освещающего историю и традиции Лихтенштейна было инициировано князем Иоганном II. Первоначально коллекция музея хранилась в замке Вадуца. В 1901 году в княжестве создаётся Историческое общество княжества Лихтенштейн (Historische Verein für das Fürstentum Liechtenstein), в ведении которого был и уход за музейным собранием. В 1905 году музейные фонды — в связи с превращением замка Вадуца в княжесткую резиденцию — переводятся в новое здание правительства страны, и в 1926 году открывется первая экспозиция. В 1929 собрание было возвращено в замок Вадуца, откуда в 1938 году распределено по различным зданиям столицы Лихтенштейна. В апреле 1972 музей открывается в здании бывшей таверны «У орла», в мае того же года создаётся государственный «Фонд Государственного музея Лихтенштейна». В 1992 году, ввиду возможных повреждений здания, связанных с происходившими по соседству строительными работами, музей вновь был закрыт. Часть его коллекции была размещена в 1994 году в принадлежавшем музею образце деревянной сельской архитектуры в коммуне Шелленберг. В 1999—2003 в нынешних помещениях музея проходили ремонтные и реставрационные работы; Государственный музей Лихтенштейна вновь был открыт для посетителей в конце ноября 2003 года.

## Коллекция
Собрание музея демонстрирует в первую очередь экспонаты из истории княжества и прилегающих к нему регионов. Это археологические находки времён неолита и бронзового века, римского господства в альпийских областях, средневековой истории княжества и т. д. вплоть до Нового времени. В коллекцию входят предметы быта крестьянских хозяйств, оружие, а также произведения искусства, ордена, монеты и копии монет. 
После открытия в музее нового корпуса и увеличения выставочных площадей в музее появилась экспозиция, посвящённая природному миру Лихтенштейна, его флоре и фауне. Кроме выставок, посвящённых истории и природе Лихтенштейна, в новом корпусе также проводятся различные тематические выставки.

## Справочная информация
Государственный музей Лихтенштейна расположен в самом центре Вадуца. Его адрес:
- Liechtensteinisches Landesmuseum
- Städtle 43
- Postfach 1216
- FL-9490 Vaduz

- Телефон: 00423 239 68 30

Музей открыт со вторника по воскресенье с 10:00 до 17:00, по средам — с 10:00 до 20:00. Понедельник — выходной.